# Elección legislativa de Francia de 1902
Las elecciones legislativas de Francia de 1902 se realizaron el 27 de abril y 11 de mayo de 1902.

## Resultados
| Alianza | Alianza             | Partidos                         | Votos     | % Votos | Escaños |
| ------- | ------------------- | -------------------------------- | --------- | ------- | ------- |
|         |                     | Republicanos progresistas        | 1.629.483 | 19.30%  | 107     |
|         | Bloque de Izquierda | Partido Radical                  | 1.445.415 | 17.12%  | 121     |
|         |                     | Conservadores y Liberales        | 1.350.581 | 16.00%  | 85      |
|         |                     | Nacionalistas                    | 1.099.137 | 13.02%  | 56      |
|         | Bloque de Izquierda | Republicanos de Izquierda        | 1.087.048 | 12.87%  | 79      |
|         | Bloque de Izquierda | Republicanos Radical-Socialistas | 854.269   | 10.12%  | 77      |
|         | Bloque de Izquierda | Republicanos Socialistas         | 664.803   | 7.87%   | 37      |
|         |                     | Partido Socialista de Francia    | 210.400   | 2.49%   | 9       |
|         |                     | Realistas                        | 42.406    | 0.50%   | 3       |
|         |                     | Otros                            | 59.822    | 0.70%   | 1       |

- Datos: Q2392466